# Operazione Lentil

Bandiera della Repubblica del Nord Caucaso, 1919-1920

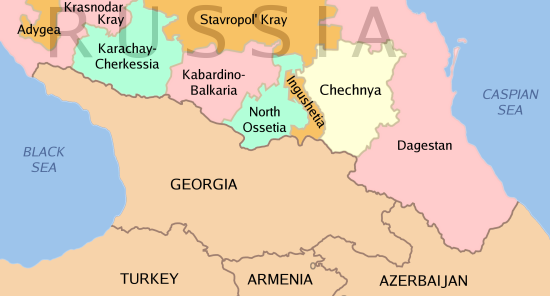
mappa della Chechenya e Caucaso

L'operazione Lentil (in russo Чечеви́ца?, Čečevica) fu una espulsione di massa organizzata dalle autorità sovietiche delle native popolazioni cecene e ingusce del Caucaso settentrionale al Kazakistan e Kirghizistan durante la seconda guerra mondiale. Una "Raccomandazione del Parlamento europeo" del 26 febbraio 2004 afferma di ritenere "che la deportazione di tutta la popolazione cecena in Asia centrale il 23 febbraio 1944 su ordine di Stalin costituisca un atto di genocidio secondo il significato della IV Convenzione dell'Aia del 1907 e della Convenzione per la prevenzione e la repressione del crimine di genocidio adottata dall'Assemblea generale delle Nazioni Unite il 9 dicembre 1948".
L'espulsione fu ordinata il 23 febbraio 1944 dal dittatore sovietico Iosif Stalin, che accusò collettivamente i ceceni di essersi schierati con i nazisti, compresi molti di loro che avevano disertato dall'Armata Rossa. I ceceni tra il 1940 e il 1944 erano insorti contro il potere sovietico, appoggiando l'invasione nazista del Caucaso, sperando, in tal modo, di realizzare finalmente uno stato indipendente ceceno nel Nord Caucaso.
Dopo la ritirata nazista fu deportato mezzo milione di persone, interessando praticamente l'intero popolo ceceno. Un quinto della popolazione fu ucciso o morì a causa di questa deportazione di massa, fino a quando con la destalinizzazione della politica sovietica i deportati fecero ritorno nel 1957 alle proprie case.